# Rydger

Herb Rydger

Herb Rydger II

Rydger (Ridiger, Rüdiger, Pomian odmienny I) – polski herb szlachecki z nobilitacji, odmiana herbu Pomian.

## Opis herbu
Opis zgodnie z klasycznymi regułami blazonowania:
Istnieją rozbieżności na temat wyglądu tego herbu. Tadeusz Gajl, za Ostrowskim, przytacza jego dwie wersje:
Rydger: W polu dzielonym w krzyż złoto-czerwonym, głowa żubrza czarna, przeszyta mieczem w skos lewy.
Klejnot - głowa żubrza czarna w skos, przeszyta mieczem w skos.
Labry czerwono-czarne, podbite złotem.
Rydger II: W polu złotym głowa żubrza czarna, przeszyta mieczem w pas.
Klejnot - samo godło na zawoju czarno-złotym.
Labry - czarne, podbite złotem.
Józef Szymański rekonstruuje herb, podając opis podobny do herbu Rydger II, ale w jego rekonstrukcji miecz jest w skos, i brak klejnotu.

## Najwcześniejsze wzmianki
Nobilitacja Łukasza Rüdigera, mieszczanina toruńskiego z 15 sierpnia 1552. Według Ostrowskiego herb był wynikiem adopcji przez Tchórzewskich, Sokołowskich i Kaczkowskich.

## Herbowni
Rydger:
Hoffman, Ridger - Ruediger - Rüdiger - Rydger - Rydgier - Rydyger - Rydygier - Rydger, Rybek.
Rydger II:
Ridger - Rydger - Rydgier - Rydyger - Rydygier.